# Румунија на Европском првенству у атлетици у дворани 2017.
Румунија је учествовала на 34. Европском првенству у дворани 2017 одржаном у Београду, Србија, од 3. до 5. марта. Ово је било тридесет друго европско првенство у дворани на коме је Румунија учествовала. Репрезентацију Румуније представљала су 12 такмичара (3 мушкарца и 9 жена) који су се такмичили у 10 дисциплине (3 мушке и 7 женских).
На овом првенству представници Румуније нису освојили ниједну медаљу нити су остварили неки резултат. 

## Учесници
| Мушкарци: - Петре Резмивес — 60 м - Космин Илије Думитраче — 60 м препоне - Андреј Гаг — Бацање кугле | Жене: - Бјанка Разор — 400 м - Клаудија Бобоча — 1.500 м - Анкута Бобочел — 3.000 м - Роксана Барка — 3.000 м - Анамарија Нестериук — 60 м препоне - Ангела Моросану — Скок удаљ - Елена Андреа Пантуроју — Троскок - Кристина Бујин — Троскок - Ленута Буруеана — Бацање кугле |  |

## Резултати

### Мушкарци
| Атлетичар              | Дисциплина   | Лични рекорд | Квалификације | Квалификације | Полуфинале | Полуфинале | Финале                | Финале       | Детаљи |
| Атлетичар              | Дисциплина   | Лични рекорд | Резултат      | Место         | Резултат   | Место      | Резултат              | Место        | Детаљи |
| ---------------------- | ------------ | ------------ | ------------- | ------------- | ---------- | ---------- | --------------------- | ------------ | ------ |
| Петре Резмивес         | 60 м         | 6,69         | 6,76 кв       | 4. у гр. 4    | 6,79       | 8. у гр. 2 | Нису се квалификовали | 19 / 36 (37) |        |
| Космин Илије Думитраче | 60 м препоне | 7,82         | 8,00          | 6. у гр. 3    |            |            | Нису се квалификовали | 19 / 20 (24) |        |
| Андреј Гаг             | Бацање кугле | 20,89        | 19,24         | 14.           | 14 / 23    |            | Нису се квалификовали |              |        |

### Жене
| Атлетичарка            | Дисциплина   | Лични рекорд | Квалификације   | Квалификације | Полуфинале            | Полуфинале            | Финале                | Финале       | Детаљи |
| Атлетичарка            | Дисциплина   | Лични рекорд | Резултат        | Место         | Резултат              | Место                 | Резултат              | Место        | Детаљи |
| ---------------------- | ------------ | ------------ | --------------- | ------------- | --------------------- | --------------------- | --------------------- | ------------ | ------ |
| Бјанка Разор           | 400 м        | 52,82        | 54,11           | 3. у гр. 3    | Није се квалификовала | Није се квалификовала | Није се квалификовала | 19 / 29 (31) |        |
| Клаудија Бобоча        | 1.500 м      | 4:08,19      | 4:16,98         | 5. у гр. 1    |                       |                       | Није се квалификовала | 16 / 19      |        |
| Анкута Бобочел         | 3.000 м      | 8:52,86      | 8:58,91 кв, ЛРС | 8. у гр. 2    | 9:05,74               | 11 / 17               |                       |              |        |
| Роксана Барка          | 3.000 м      | 9:02,35      | 9:13,36         | 6. у гр. 1    | Није се квалификовала | 18 / 18 (19)          |                       |              |        |
| Анамарија Нестериук    | 60 м препоне | 8,21         | 8:24            | 6. у гр. 4    | Није се квалификовала | Није се квалификовала | Није се квалификовала | 17 / 22 (27) |        |
| Ангела Моросану        | Скок удаљ    | 6,56         | 5,98            | 16.           |                       |                       | Нису се квалификовале | 17 / 17      |        |
| Кристина Бујин         | Троскок      | 14,35        | 13,44           | 15.           | 15 / 18               |                       | Нису се квалификовале |              |        |
| Елена Андреа Пантуроју | Троскок      | 14,33        | 13,84           | 11.           | 11 / 18               |                       | Нису се квалификовале |              |        |
| Ленута Буруеана        | Бацање кугле | 16,38        | 15,45           | 21.           | 21 / 21               |                       | Нису се квалификовале |              |        |